# Tim Don
Timothy Philip "Tim" Don (Londres, 14 de janeiro de 1978) é um triatleta profissional britânico.
Atual Recordista Mundial da modalidade com o tempo de 07:40:24, conquistado em Florianópolis, Santa Catarina, Brasil em 28 de maio de 2017.

## Carreira
Novo Recordista Mundial de Iron Man, em Florianópolis no Brasil na data de 28/05/2017

### Olimpíadas
Tim Don disputou os Jogos de Sydney 2000, terminando em 10º lugar com o tempo de 1:49:28.85.  Em Atenas 2004, terminou em 18º colocando e em Pequim 2008, acabou não completando a prova.